# 기장월드컵빌리지
기장월드컵빌리지(機張월드컵빌리지, Gijang World Cup Village)은 대한민국 부산광역시 기장군에 있는 스포츠 시설이다. 천연잔디 필드가 갖춰진 경기장이며, 2012년 10월에 준공되었다.

## 참고 문헌
- “기장월드컵빌리지 시설 소개”. 기장군도시관리공단.
- “기장월드컵빌리지”. 기장군도시관리공단.
- 《2023 전국 공공체육시설 현황 (2022년 12월말 기준)》. 대한민국 문화체육관광부. 2024.